# Albert Zürner
Albert Zürner (30. ledna 1890 – 18. července 1920) byl německý skokan, olympijský vítěz, který se zúčastnil olympijských meziher v roce 1906 a letních olympijských her v letech 1908 a 1912.
Na mezihrách roku 1906 pořádaných v Aténách skončil na čtvrtém místě v jediné tehdy pořádané skokanské soutěži, skoku z 10 metrové výšky. V roce 1908 vyhrál zlatou olympijskou medaili ve skoku z třímetrového prkna. O čtyři roky později získal stříbrnou medaili za skoky z 10 metrů a čtvrté místo za třímetrové prkno.